# Петрикивски стил
Петрикивският стил е декоративно-орнаментално изобразително изкуство, зародило се в края на XIX и началото на XX век в село Петрикивка, Руска империя (днес в Днипропетровска област на Украйна), откъдето е и името на стила.
В този стил обикновено се изрисуват стените на къщи и предмети от домакинството. Най-ранните примери на това изкуство датират от XVII век. Същевременно то е и модерно изкуство в процес на развитие и промяна.
Отличителните черти на това фолклорно изкуство са шарките на цветя, специфична техника и традиционно бял фон (въпреки това модерни художници често работят върху черен, зелен, червен или син фон).
През 2012 г. Министерството на културата на Украйна признава петрикивския стил за част от нематериалното културно наследство на Украйна. Впоследствие той е включен и в представителния списък на ЮНЕСКО за нематериално културно наследство на човечеството на 5 декември 2013 г. с дефиницията „петрикивското декоративно изобразително изкуство като феномен на украинското орнаментално фолклорно изкуство“.  Стилът е превърнат в марка и е създадена емблемата „Петрикивка“, която принадлежи на майсторите от село Петрикивка.

## Галерия
- Декоративна чиния „Август“ от Наталия Статива-Жарко
- Киевска порцеланова ваза, изрисувана в петрикивски стил от Марфа Тимченко
- Декоративна кутия „Сини цветя“ от Наталия Статива-Жарко